# Ро, Джон Септимус

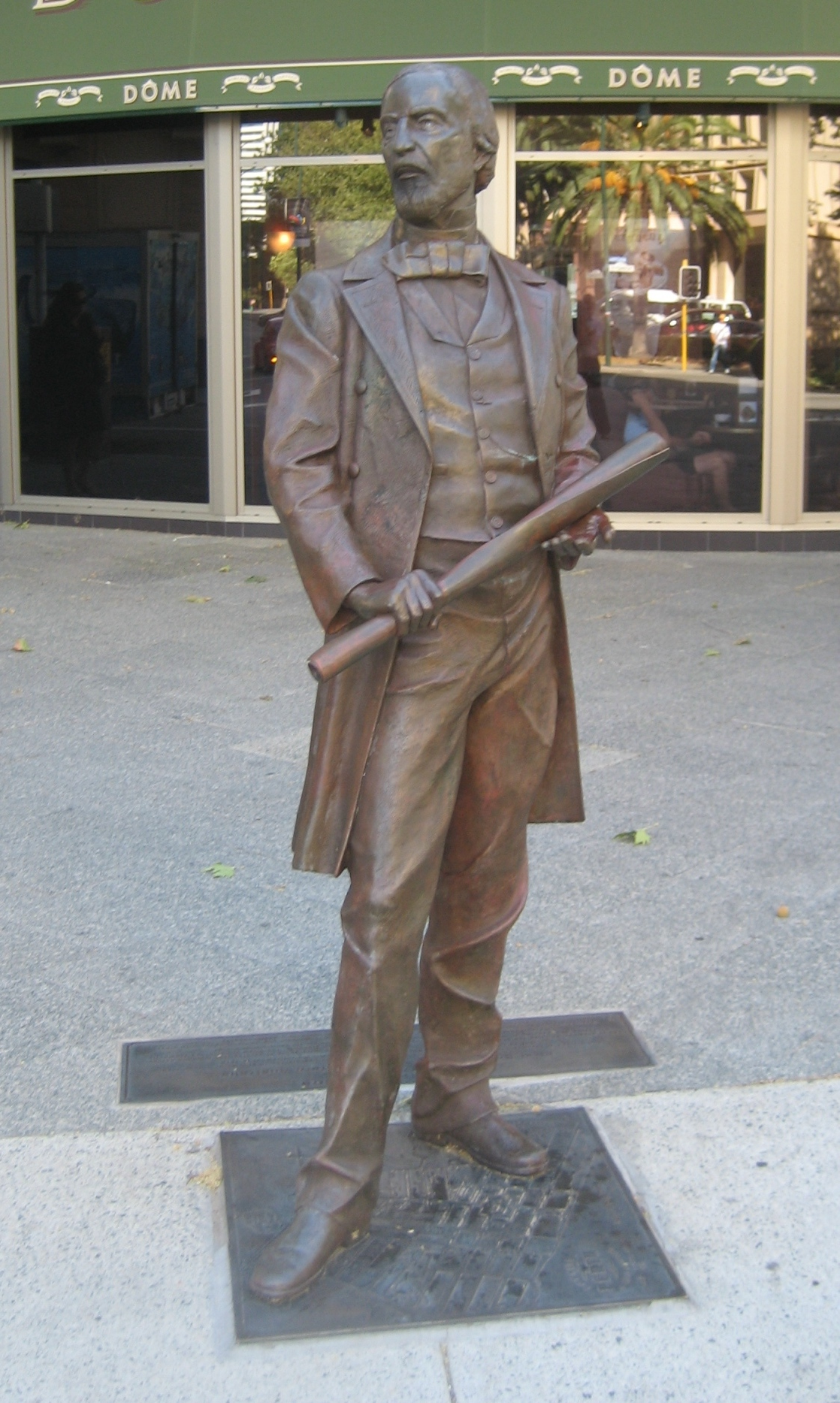
Памятник Ро в Перте

Джон Септимус Ро (англ. John Septimus Roe; 8 мая 1797 — 28 мая 1878) — первый генеральный землемер (англ. Surveyor-General) Западной Австралии. Около 40 лет входил в органы законодательной и исполнительной власти колонии. Также известен своей службой и научными исследованиями.

## Биография

### Ранние годы
Родился в Великобритании, был седьмым сыном в семье. В школе проявил блестящие математические способности, что позволило ему попасть в специальную математическую школу и уже в 15 лет (а именно 11 июня 1813) начать службу мичманом на флоте. Успел принять участие в Наполеоновских войнах, а когда они закончились впервые попал в Австралию.

### В Австралии
В 1817—1821 годах Ро ежегодно принимал участие в экспедициях под руководством Кинга вдоль побережья в составе команды судов, отправляемых для его описания и картографирования. Он попал в несколько опасных для жизни переделок, среди прочего, подвергшись нападению аборигенов на одном из островов и упав на палубу с 15-метровой высоты. Второе происшествие, хоть оно изначально и привело лишь к обмороку и лёгким повреждениям, сам Джон считал причиной своей позднейшей частичной слепоты. Ему было также присвоено звание лейтенанта и позволено назвать — своим именем или иным образом — несколько второстепенных географических объектов.
19 августа 1822 года при выполнении работ по описанию Сиднейской бухты шлюпка с Ро на борту потерпела крушение. При этом четыре человека погибли. Однако описание всё же было завершено и в 1826 Адмиралтейство опубликовало его. Вскоре Ро прибыл в Англию, ступив на её землю в июне 1823.
Следующее своё назначение офицер получил 2 февраля 1824. Его инструкции предписывали возвращение в Австралию на борту судна Tamar.
Экипаж судна содействовал основанию поселения на острове Мэллвилл, но вскоре отплыл в Бомбей для пополнения запасов. Затем корабль некоторое время курсировал между Цейлоном, Индией и Рангуном. Британия воевала с Бирмой и служба Ро на этой войне была в 1827 вознаграждена Бирманской медалью англ. Burma Medal. Затем последовало новое возвращение в Англию.

### Генеральный землемер

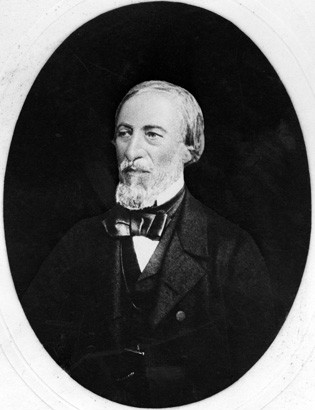
Ро, Джон Септимус, 1850-е

Ро провёл в Англии некоторое время, встречаясь с семьёй и пытаясь поправить своё расстроившееся здоровье. Также он ухаживал за будущей женой Матильдой. Узнав, что место генерального землемера австралийского Нового Южного Уэльса вакантно, Джон выразил желание получить этот пост, но его усилия не увенчались успехом. Однако ему поступило предложение занять аналогичную должность в Западной Австралии. Желая оставить службу на флоте, Ро настоял, чтобы это назначение было гражданским, а не военным, и согласился. В начале 1829 года он взошёл на борт судна, следующего в Австралию.

### Экспедиции и исследования
С 1829 по 1849 Ро совершил огромное число вылазок и экспедиций вдоль австралийского побережья и вглубь материка. В пятимесячной экспедиции 1848 года он был серьёзно ранен и после этого не предпринимал долгих походов сам, однако активно вдохновлял на это других, в том числе известных учёных и первопроходцев. Усилия Ро по документированию ранних исследований Западной Австралии с 1827 по 1870 год сделали этот регион и его первичное изучение наиболее прозрачным для потомков. Его труд Letterbook of Explorers' Journals сохраняет актуальность и по сей день.

### Последние годы
После смерти жены в 1871 вышел в отставку, прослужив колонии более 40 лет. Был слеп на один глаз, в последние годы болел и скончался 28 мая 1878. Был удостоен торжественных похорон и погребён в Перте.

### Семья
В феврале 1829 года сочетался браком с Матильдой Беннет. Имел от неё 13 детей.

## Память
В честь Ро названы несколько природных и рукотворных объектов, город Роборн, а также биологические виды.